# Saint-Julien-le-Vendômois
Saint-Julien-le-Vendômois é uma comuna francesa na região administrativa da Nova Aquitânia, no departamento de Corrèze. Estende-se por uma área de 23,29 km². Em 2010 a comuna tinha 251 habitantes (densidade: 10,8 hab./km²).